# Heinrich Wilhelm Schott
Heinrich Wilhelm Schott (7 de gener de 1794 a Brno, Moràvia – 5 de març de 1865 al Palau de Schönbrunn, Viena) va ser un botànic austríac.
Estudià botànica, agricultura i química a la Universitat de Viena, on va ser alumne de Joseph Franz von Jacquin (1766–1839). Va participar en l'Expedició Àustria- Brasil de 1817 a 1821. El 1828 va ser nomenat Hofgärtner (jardiner reial) a Viena, més tard va servir com a director dels Jardins Imperials al Palau Schönbrunn (1845).
Va estar interessat en la flora alpina i va ser el responsable del desenvolupament del jardí alpí a Belvedere, Viena.

## Publicacions
- Meletemata botanica (amb Stephan Ladislaus Endlicher), 1832
- Rutaceae. Fragmenta botanica, 1834
- Genera filicum, 1834–1836
- Aroideae, 1853–1857
- Analecta botanica (amb Theodor Kotschy i Carl Fredrik Nyman), 1854
- Synopsis Aroidearum, 1856
- Icones Aroidearum, 1857
- Genera Aroidearum Exposita, 1858
- Prodromus Systematis Aroidearum, 1860